# Фолькмансдорф
Фолькмансдорф (нем. Volkmannsdorf) — община в Германии, в земле Тюрингия. 
Входит в состав района Заале-Орла. Подчиняется управлению Зеенплатте.  Население составляет 285 человек (на 31 декабря 2010 года). Занимает площадь 9,29 км².